# Guy Henniart
Guy Henniart (né en 1953 à Santes) est un mathématicien français, enseignant-chercheur à l'université Paris-Sud.

## Biographie
Guy Henniart obtient son doctorat à l'université Paris-Sud en 1978, sous la supervision de Pierre Cartier avec une thèse intitulée Représentations du groupe de Weil d’un corps local. Il fait partie du groupe Nicolas Bourbaki. 
Il a travaillé notamment sur le programme de Langlands. Il est connu en particulier pour sa preuve de la conjecture locale de Langlands pour le GL(n) sur un corps local p-adique —indépendamment de Michael Harris et Richard Taylor— en 1998,. Il a également travaillé sur l'isomorphisme de Satake.

## Prix et distinctions
En 2006, il est orateur invité au congrès international des mathématiciens de Madrid où il donne une conférence intitulée On the local Langlands and Jacquet-Langlands correspondences.
En 2011, il reçoit le prix Sophie-Germain.

## Publications
- avec Marie-France Vignéras : A Satake isomorphism for representations modulo p of reductive groups over local fields lire
- G.Henniart : Caractérisation de la correspondance de Langlands locale par les facteurs ε de paires, Invent. Math. 113 (1993), 339-350.
- La conjecture de Langlands locale pour GL(3), Gauthier-Villars, coll. « Mémoires de la SMF 11–12 », 1984 (DOI https://doi.org/10.24033/msmf.295)
- Une preuve simple des conjectures de Langlands pour GL(n) sur un corps p-adique, Invent. Math. 139 (2000), 439-455. DOI:10.1007/s002220050012
- avec Colin J. Bushnell: The local Langlands conjecture for GL(2), Springer-Verlag, coll. « Grundlehren der mathematischen Wissenschaften 335 », 2006, 340 p. (ISBN 3-540-31486-5)